# کونست‌کامرا

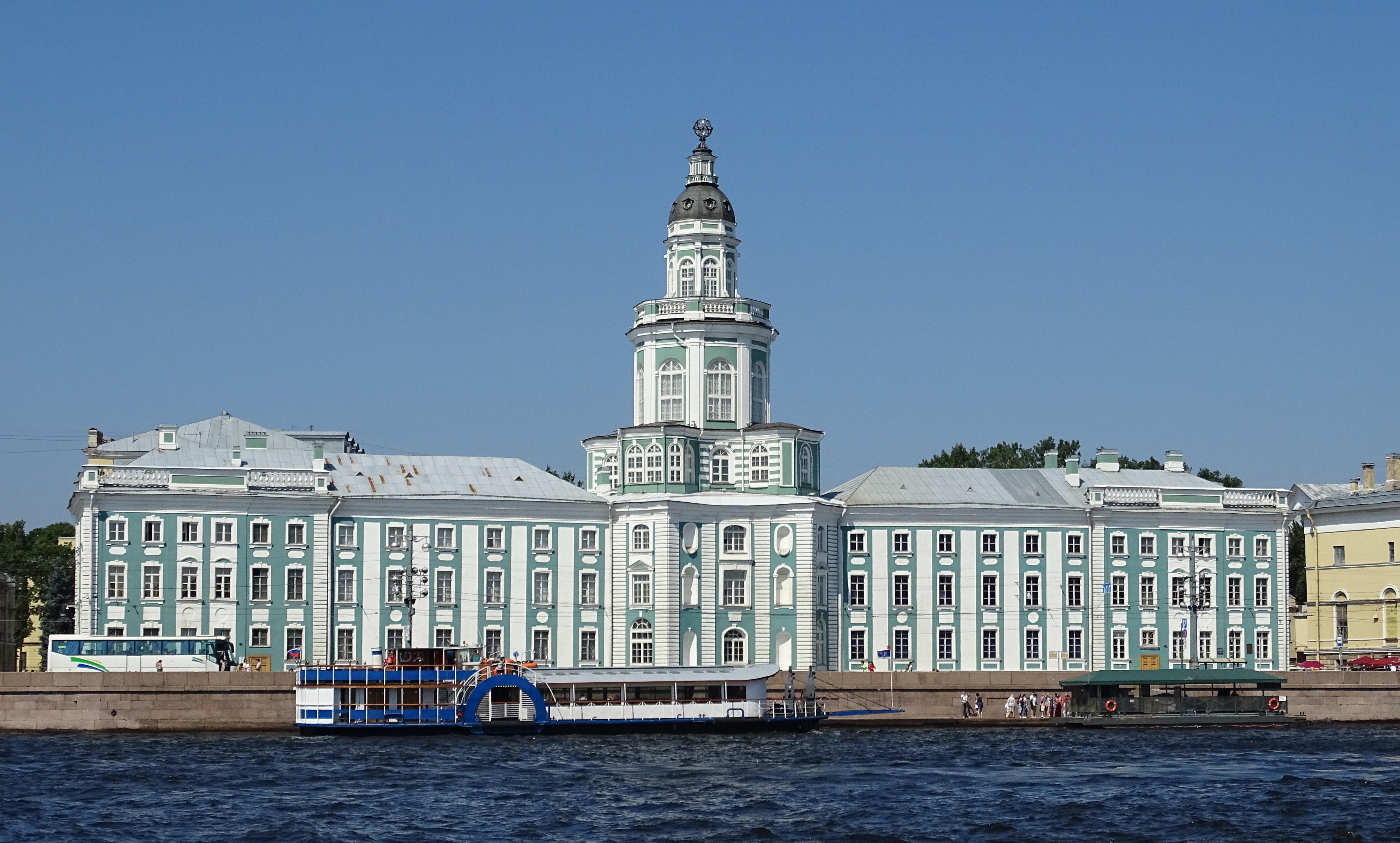
نمای کونست‌کامرا در آن سوی رودخانه نوا

کونست‌کامرا (روسی: Кунсткамера، برگرفته از آلمانی Kunstkammer lit. "اتاق هنر") به‌طور رسمی به عنوان موزه مردم‌شناسی و قوم‌شناسی پیتر کبیر آکادمی علوم روسیه سازماندهی شد (روسی: Музей антропологии и этнографии имени Петра Великого Российской академии наук , Muzey antropologii i etnografii imeni Petra Velikogo Rossiyskoy akademii nauk) - موزه علوم عمومی روسیه واقع در خیابان دانشگاه سن پترزبورگ، روبروی کاخ زمستانی است. مجموعه آن برای اولین بار در سال ۱۷۱۴ توسط پتر کبیر در کاخ تابستانی به عنوان اولین موزه عمومی روسیه افتتاح شد. این موزه که با خرید آثار از مجموعه‌داران هلندی، آلبرتوس سبا و فردریک رویش، گسترش یافت، در سال ۱۷۲۷ به مکان فعلی خود منتقل شد. اگرچه این موزه بیشتر به خاطر «عجیب و غریب بودن» خود شناخته می‌شود، اما نزدیک به ۲٬۰۰۰٬۰۰۰ قلم کالا، از جمله آثاری از کشورهای مختلف غیر روسی را در خود جای داده است.
کونست‌کامرا به عنوان نمونه‌ای بازمانده از سبک باروک پترین قابل توجه است. به ویژه کره آرمیلاری آن که بر فراز مناره مخروطی قرار دارد، قابل توجه است.

## تاریخچه

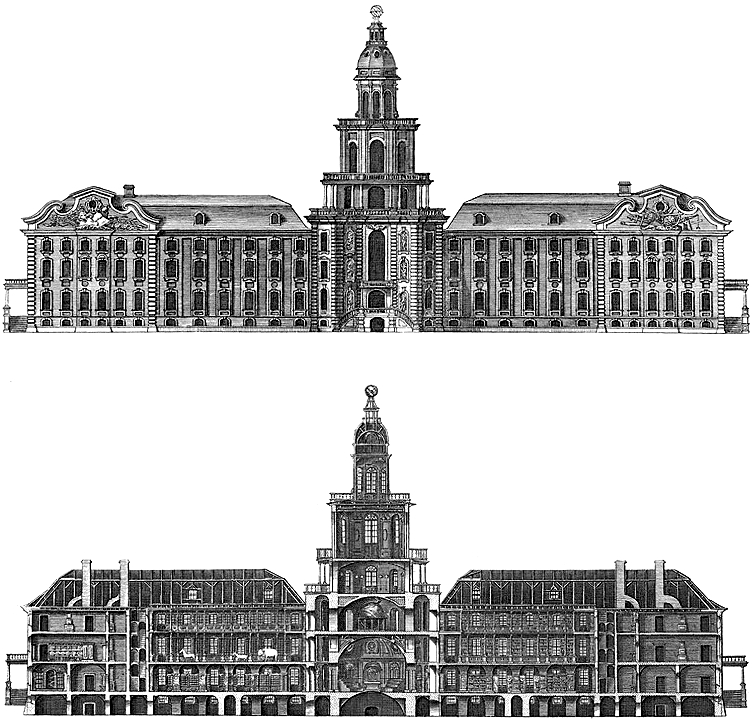
کونست‌کامرا در سال ۱۷۴۰

به عنوان بخشی از برنامه پتر کبیر برای تأسیس سن پترزبورگ به عنوان پایتخت جدید روسیه، او یک کابینه امپراتوری از اشیاء عجیب و غریب - یا کونست‌کامر - تأسیس کرد که به شیوه برخی دیگر از دربارهای اروپایی از قرن شانزدهم به حفظ «اشیاء عجیب و نادر طبیعی و انسانی» اختصاص داشت. چنین کابینه‌هایی به حاکمان و نخبگان اجازه می‌داد تا دانش کامل‌تری از جهان به دست آورند و کنترل خود را بر آن نشان دهند. مجموعه شخصی پتر برای اولین بار در سال ۱۷۱۴ در کاخ تابستانی به نمایش عموم گذاشته شد، که توسط موزه فعلی به عنوان تاریخ تأسیس آن استفاده می‌شود. علاقه اصلی پتر به اشیاء طبیعی بود به جای آنهایی که ساخته دست بشر هستند. بخش عمده‌ای از مجموعه اصلی، مجموعه‌ای بزرگ از جنین‌های انسان و حیوان با نقص‌های مادرزادی مختلف بود که بسیاری از آنها را پتر در سال ۱۶۹۷ از فردریک رویش و لوینوس وینسنت به دست آورده بود. پتر، به ویژه برای از بین بردن ترس خرافی از هیولاها، تحقیقات در مورد ناهنجاری‌ها را تشویق می‌کرد. به‌طور خاص، او فرمانی صادر کرد که طبق آن نوزادان ناقص‌الخلقه مرده از هر کجای روسیه به مجموعه امپراتوری فرستاده شوند. او متعاقباً دستور داد که آنها را به عنوان نمونه‌هایی از حوادث طبیعی در کونست‌کامرا به نمایش بگذارند.
کونست‌کامرای فعلی، ساختمانی با برجک‌های پتر به سبک باروک است که توسط معمار پروسی، گئورگ یوهان ماتارنووی، طراحی شده است. سنگ بنای آن در سال ۱۷۱۹ گذاشته شد و در سال ۱۷۲۷ به‌طور کامل تکمیل شد. پس از خرید مجموعه‌های بزرگ از داروساز هلندی آلبرتوس سبا در سال ۱۷۱۶ و کالبدشناس هلندی فردریک رویش در سال ۱۷۱۷، ساخت یک ساختمان جداگانه ضروری شد. بررسی و سازماندهی این مجموعه‌ها همچنین باعث ایجاد آکادمی علوم روسیه شد. سومین خرید از سوی یاکوب د وایلد، مجموعه‌دار جواهرات و ابزارهای علمی، انجام شد. این خریدها عمدتاً توسط رابرت ارسکین، پزشک ارشد پتر، و منشی او یوهان دانیل شوماخر سازماندهی شدند.

## موزه مردم‌شناسی و قوم‌شناسی
در دهه ۱۸۳۰، مجموعه‌های کونست‌کامرا در موزه‌های امپراتوری تازه تأسیس پراکنده شدند که مهم‌ترین آنها موزه مردم‌شناسی و قوم‌نگاری پتر کبیر بود که در سال ۱۸۷۹ تأسیس شد. این موزه مجموعه‌ای نزدیک به ۲٬۰۰۰٬۰۰۰ قلم دارد و از سال ۱۹۰۳ به عنوان موزه پتر کبیر شناخته می‌شود تا از موزه قوم‌نگاری روسیه متمایز شود. در سال ۱۷۴۷ برخی از اشیاء در آتش‌سوزی از بین رفتند.

### فهرست مدیران
- لئوپولد شرنک (۱۸۷۹–۹۴)
- واسیلی رادلوف (۱۸۹۴–۱۹۱۸)
- واسیلی بارتولد (۱۹۱۸–۲۱)
- یفیم کارسکی (۱۹۲۱–۱۹۳۰)
- نیکولای ماتورین (۱۹۳۰–۱۹۳۶)
- دیمیتری اولدروگ (۱۹۳۵–۴۰)
- نیکولای کیسلیاکوف (۱۹۴۰–۴۸)
- لئونید پوتاپوف (۱۹۴۸–۱۹۶۷)
- لیودمیلا سابورووا (۱۹۶۷–۱۹۸۲)
- رودولف ایتس (۱۹۸۲–۱۹۹۰)
- نیکولای گیرنکو (۱۹۹۱–۹۲)
- الکساندر میلنیکوف (۱۹۹۲–۹۷)
- چونر تاکسامی (۱۹۹۷–۲۰۰۱)
- یوری چیستوف (۲۰۰۱–اکنون)[۶]

### کتابشناسی
- ولادیمیر رومانوویچ آرسنیف. 1999. Le musée d'Anthropologie et d'Ethnographie Pierre-le-Grand à Saint-Pétersbourg. Cahiers d'Études africaines 39, no. 155/156: 681-699.